# Безю-Сен-Жермен
Безю-Сен-Жерме́н (фр. Bézu-Saint-Germain) — коммуна во Франции, находится в регионе Пикардия. Департамент коммуны — Эна. Входит в состав кантона Шато-Тьерри. Округ коммуны — Шато-Тьерри.
Код INSEE коммуны — 02085.

## Население
Население коммуны на 2010 год составляло 959 человек.
| 1962 | 1968 | 1975 | 1982 | 1990 | 1999 | 2010 |
| ---- | ---- | ---- | ---- | ---- | ---- | ---- |
| 321  | 326  | 275  | 325  | 413  | 477  | 959  |

## Экономика
В 2010 году среди 620 человек трудоспособного возраста (15—64 лет) 476 были экономически активными, 144 — неактивными (показатель активности — 76,8 %, в 1999 году было 73,8 %). Из 476 активных жителей работали 439 человек (247 мужчин и 192 женщины), безработных было 37 (17 мужчин и 20 женщин). Среди 144 неактивных 62 человека были учениками или студентами, 46 — пенсионерами, 36 были неактивными по другим причинам.